# Liste der Monuments historiques in Giffaumont-Champaubert
Die Liste der Monuments historiques in Giffaumont-Champaubert führt die Monuments historiques in der französischen Gemeinde Giffaumont-Champaubert auf.

## Liste der Objekte
| Bezeichnung                         | Beschreibung                                                                 | Standort                                                    | Kennzeichnung | Schutzstatus | Datum | Bild |
| ----------------------------------- | ---------------------------------------------------------------------------- | ----------------------------------------------------------- | ------------- | ------------ | ----- | ---- |
| Skulptur Madonna mit Kind           | Holz, 15. Jahrhundert; Verbleib unbekannt                                    | Champaubert-aux-Bois, außen an der Kirche St-Laurent (Lage) | PM51000260    | Classé       | 1964  |      |
| Prozessionsstab Heiliger Laurentius | Holz, vergoldet, 18. Jahrhundert; Verbleib unbekannt                         | Champaubert-aux-Bois, in der Kirche St-Laurent (Lage)       | PM51000262    | Classé       | 1964  |      |
| Skulptur Heiliger Laurentius        | Holz und Gips, 15. Jahrhundert; in der Sakristei deponiert                   | Champaubert-aux-Bois, außen an der Kirche St-Laurent (Lage) | PM51000261    | Classé       | 1964  |      |
| Zelebrantenstuhl                    | Holz, 19. Jahrhundert; aus der untergegangenen Kirche St-Denis von Chantecoq | Giffaumont, in der Mairie (Lage)                            | PM51000267    | Classé       | 1964  |      |